# Remo Girone
Remo Girone (Asmara, 1 de Dezembro de 1948) é um actor italiano, mais conhecido por interpretar o banqueiro Gaetano Carridi na série La piovra (O polvo) nos anos de 1980 e 1990.